# Qian Zai
Ne doit pas être confondu avec Qian Dai.
Qian Zai ou Ch'ien Tsai ou Ts'ien Tsai, surnom: Kunyi, noms de pinceau: Tuoshi, Paozun, Wansun Jushi est un peintre de fleurs chinois du XVIIIe siècle, originaire de Haiyan (province du Zhejiang), né en 1708, mort en 1793.

## Biographie
Lettré, poète et peintre de fleurs, Qian Zai travaille d'abord avec sa grand-mère, le peintre Chen Shu, puis avec le peintre Jiang Pu (1708-1761).

Lui-même travaille dans les styles de Xu Wei et de Chen Shun (1483-1544). Il laisse un grand nombre d'œuvres.

## Musées
- Taipei (Nat. Palace Mus.):
  - Orchidées et rocailles, daté 1786.